# Johann Melchior Molter
Johann Melchior Molter (Tiefenort, prop d'Eisenach, 10 de febrer de 1696 - Karlsruhe, 12 de gener de 1765) va ser un compositor i violinista alemany del Barroc.
Es va educar al Gymnasium d'Eisenach. En la tardor de 1717 va començar a treballar com a violinista a Karlsruhe, on es va casar amb Maria Salome Rollwagen, amb qui va tenir vuit fills. Entre 1719 i 1721 va estudiar composició a Itàlia, i de 1722 a 1733 va ser mestre de capella a Karlsruhe. El 1734 es va convertir en mestre de capella a la cort del duc de Saxònia-Eisenach.
Maria va morir el 1737 i el 1742 Molter es tornà a casar amb Maria Christina Wagner. Va tornar a Karlsruhe i va començar a ensenyar en el Gymnasium. Molter va romandre kapellmeister a Karlsruhe fins a la seva mort a l'edat de 69 anys. Des de 1747 fins a la seva mort, Molter va estar contractat pel marcgravi Carl Friedrich de Baden, fill del seu primer patró. Durant aquest període, va compondre una gran quantitat de música instrumental en l'estil galant.
Les obres conservades de Molter inclouen un oratori, diverses cantates; més de 140 peces incloent simfonies, obertures i treballs per a orquestra; abundants concerts, inclosos diversos dels primers escrits per a clarinet, així com peces de música de cambra.
Va ser un dels compositors del XVIII que abans van sortir de l'oblit i des de mitjans del segle XX els seus concerts per a trompeta i clarinet han figurat més o menys regularment en concerts i enregistraments discogràfics. Molter va ser dels pocs mestres de capella alemanys del seu temps que, com Hasse, va viatjar repetidament a Itàlia, on va rebre influències d'Albinoni, Marcello, Vivaldi i Scarlatti, entre altres compositors. La cantabilità i expressivitat italianes estan, doncs, molt presents en les obres d'aquest compositor que, d'altra banda, no va romandre immòbil estilísticament, endinsant-se amb el pas del temps en posicions preclàssiques.